# Rapenburg

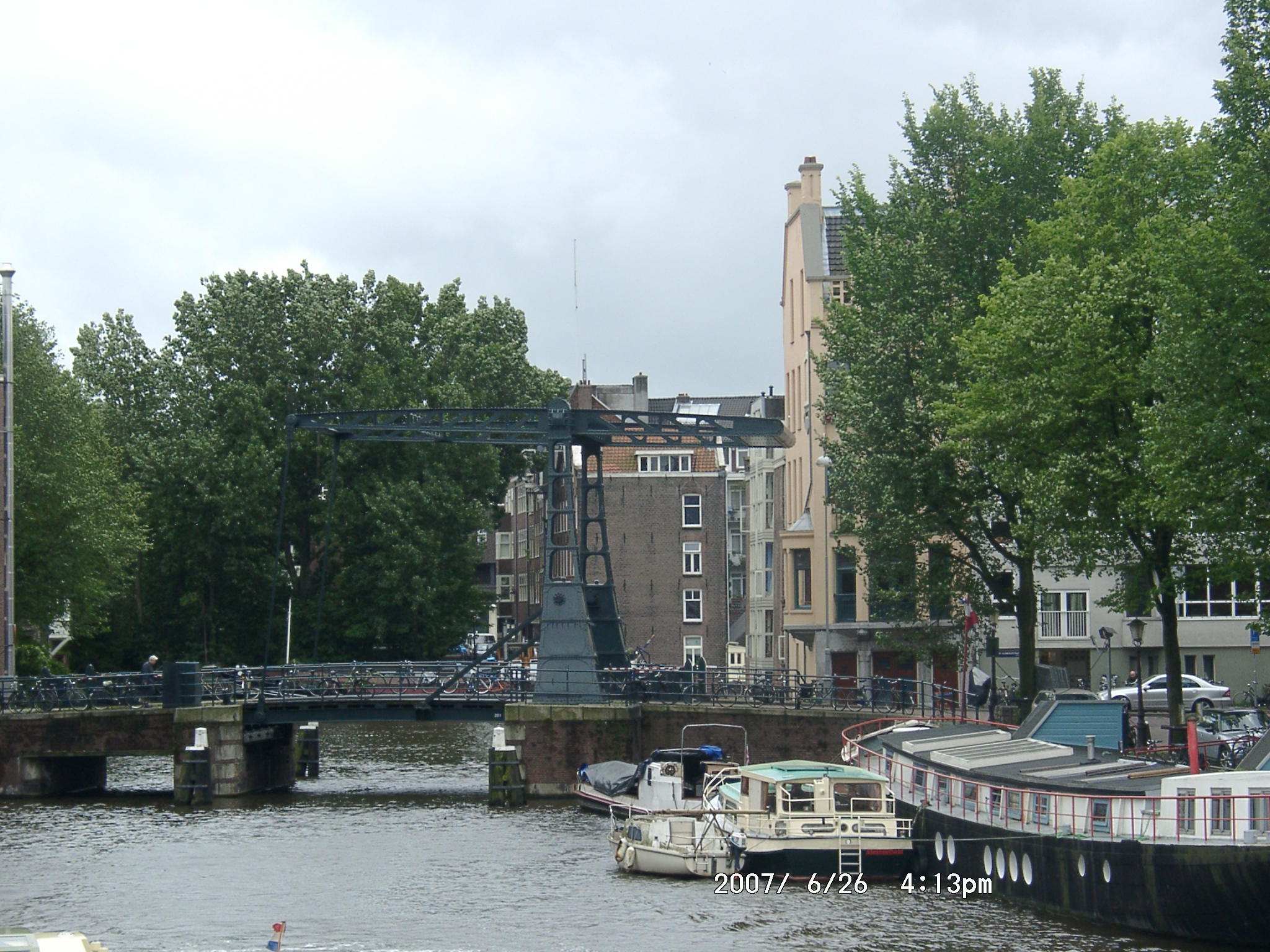
Rapenburgwal (2007)

Die künstlich angelegte Halbinsel (niederländisch Schiereiland) Rapenburg ist ein Wohnviertel (niederländisch Buurt) im Amsterdamer Stadtteil Centrum – in der niederländischen Provinz Nordholland. Die Halbinsel Rapenburg liegt – von Nordwesten im Uhrzeigersinn gesehen – zwischen Oude Schans, Prins Hendrikkade, Schippersgracht und Rapenburgwal. Die Buurt Rapenburg umfasst darüber hinaus nordöstlich der  Prins Hendrikkade das die Straße Oosterdok umgebende Gebiet samt der zum Eingang des IJtunnels führenden Landspitze und der sie umgebenden Wasserflächen. Die Geschichte von Rapenburg begann um 1593 als Schiffswerft. Der Ursprung des Namens Rapenburg ist nicht bekannt. Am 1. Januar 2024 hatte Rapenburg 1.015 Einwohner.

## Geschichte
Zusammen mit der Insel Uilenburg und der ehemaligen Insel Valkenburg – beide gleichfalls künstlich angelegt – liegt Rapenburg südwestlich des mit dem IJ verbundenen Oosterdoks. Alle drei Inseln stammen aus der zwischen 1585 und 1596 erfolgten Ersten und Zweiten Erweiterung von Amsterdam (Eerste en Tweede uitleg van Amsterdam). Die Stadterweiterung war für die Errichtung von Schiffswerften, Holz-Lagerplätzen für den Schiffbau und als zusätzliche Verteidigungslinie der Stadt geplant. 

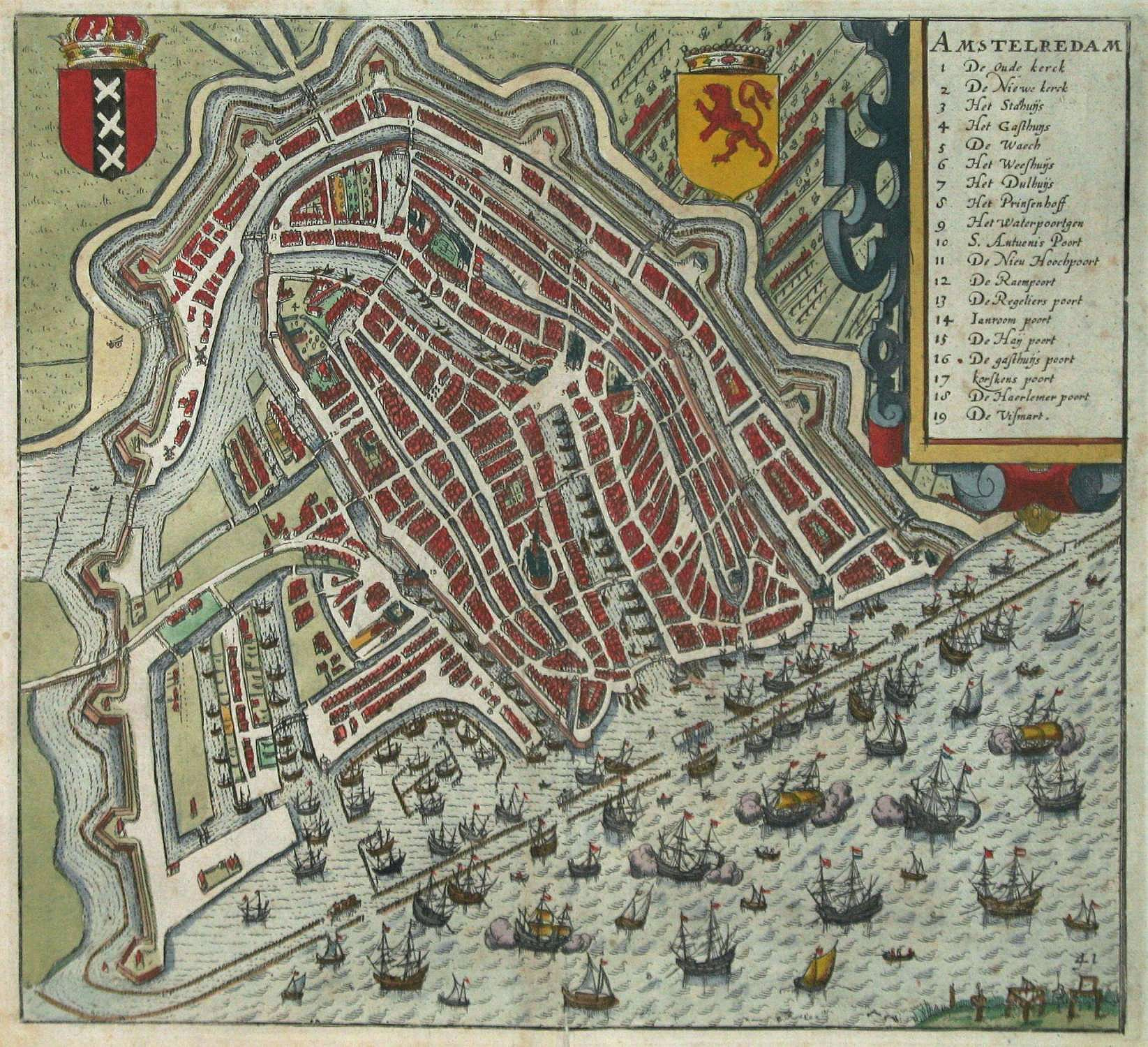
Stadtansicht von Amsterdam (1593), unten links die Halbinsel Rapenburg

Eine Stadtansicht von Pieter Bast aus dem Jahr 1597 zeigt Rapenburg aus der Vogelperspektive. Der Kupferstich ist im Amsterdamer Scheepvaartmuseum ausgestellt. Die Niederländische Ostindien-Kompanie (VOC) hatte anfangs auf Rapenburg ihre Schiffswerften, ebenso hatten sich Holzhändler als Lieferanten für die VOC dort niedergelassen. 1597 erwarb der ehemalige Schiffszimmermann Jan Michelsz, der in der Lastage einen Betrieb hatte, ein Grundstück auf der Halbinsel. Zu dieser Zeit gab es nur wenige Bewohner auf Rapenburg, was sich erst 1608 änderte, als dort Bauland verkauft wurde. Einflussreiche Kaufleute, Mitglieder der Vroedschap sowie Zimmerleute und Maurer erwarben Parzellen. Die Käufer waren verpflichtet, einen Teil des Grundstückes für öffentliche Wege bereitzustellen und die Kosten des Straßenbaues selbst zu tragen. Viele der Parzellen waren Eigentum der Stadt und wurden von der Admiralität von Amsterdam zur Zeit der Republik der Sieben Vereinigten Provinzen in Gebrauch genommen. Die Schiffswerften und Holzlagerstätten der VOC wurden in der Zweiten Hälfte des 17. Jahrhunderts nach den Oostelijke Eilanden verlagert. Das West-Indisch Pakhuis an der Ecke 's-Gravenhekje/Prins Hendrikkade diente der Niederländischen Westindien-Kompanie (WIC) von 1647 bis 1674 als Hauptquartier.
Um 1670 wurden die meisten Werften in andere Gebiete umgesiedelt und die Grundstücke an der heutigen Prins Hendrikkade für den Wohnungsbau verkauft. Noch heute finden sich auf Rapenburg verschiedene denkmalgeschützte Wohn- und Lagerhäuser aus Zeiten der VOC. Rapenburg gehörte zur Amsterdamer Jodenbuurt (Jüdisches Viertel).

## Trivia
- Geertje Dircx, die Haushälterin und zeitweilige Lebensgefährtin von Rembrandt, wohnte auf Rapenburg.
- Auf Rapenburg 13 wohnte Piet Pieterszoon Heyn (1577–1629), Vize-Admiral der Niederländischen Westindien-Kompanie.
- Die niederländische Offizierin der Heilsarmee, Majoor Bosshardt (1913–2007), war 1934 auf Rapenburg tätig.